# Лайжува
Лайжува (лит. Laižuva, ранее рус. Лайжево) — местечко в Мажейкском районе Тельшяйского уезда Литвы, является административным центром Лайжувского староства.

## География
Лайжува расположена на левом берегу реки Вадаксте. В местечке также присутствует пруд.

## Галерея

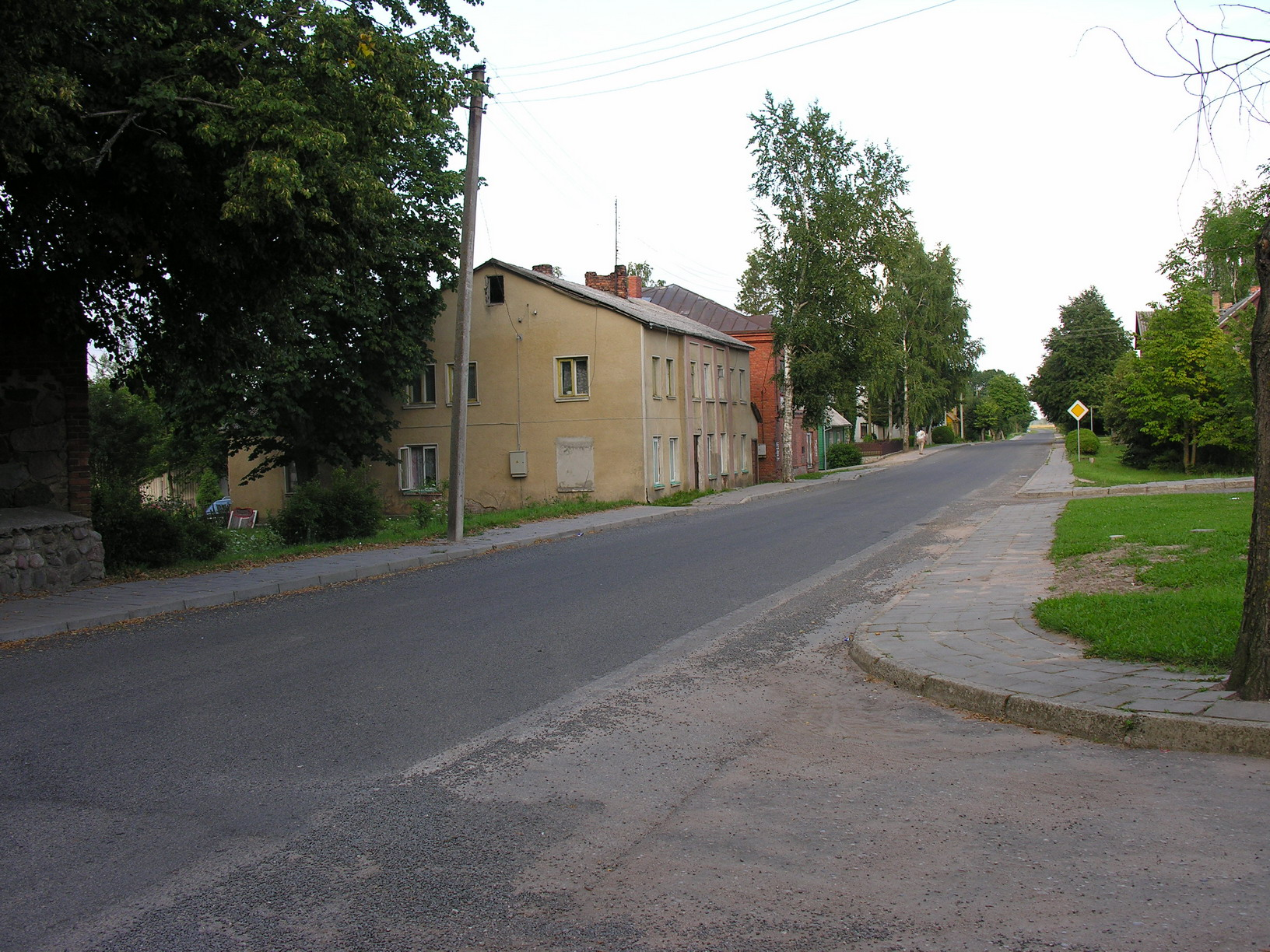
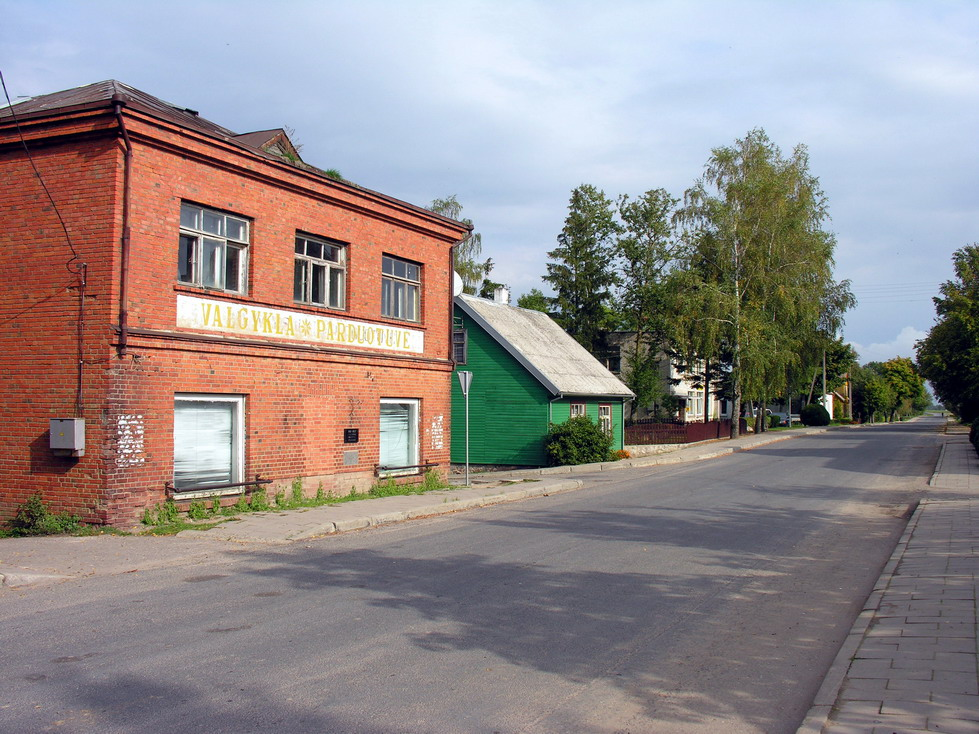
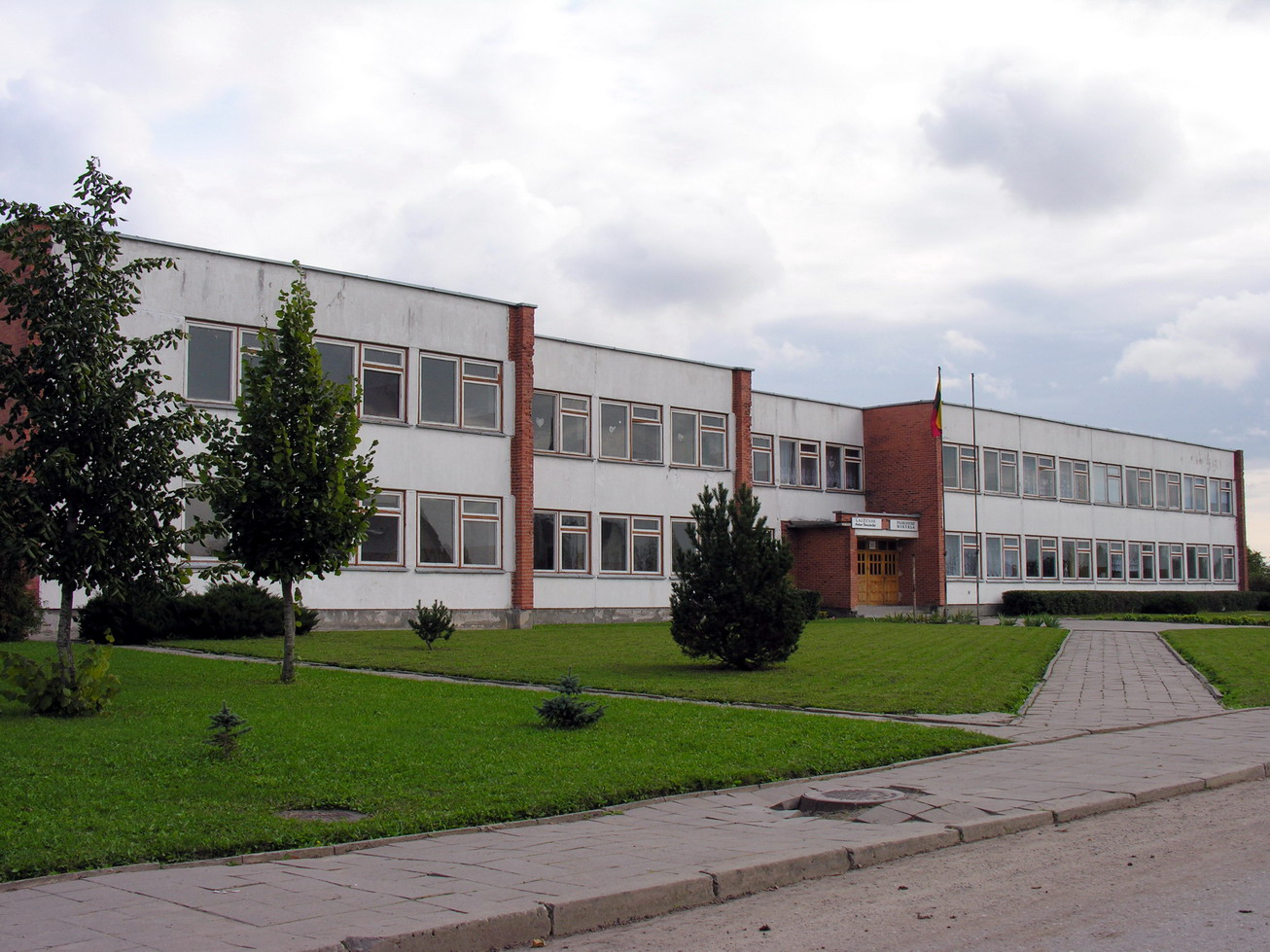
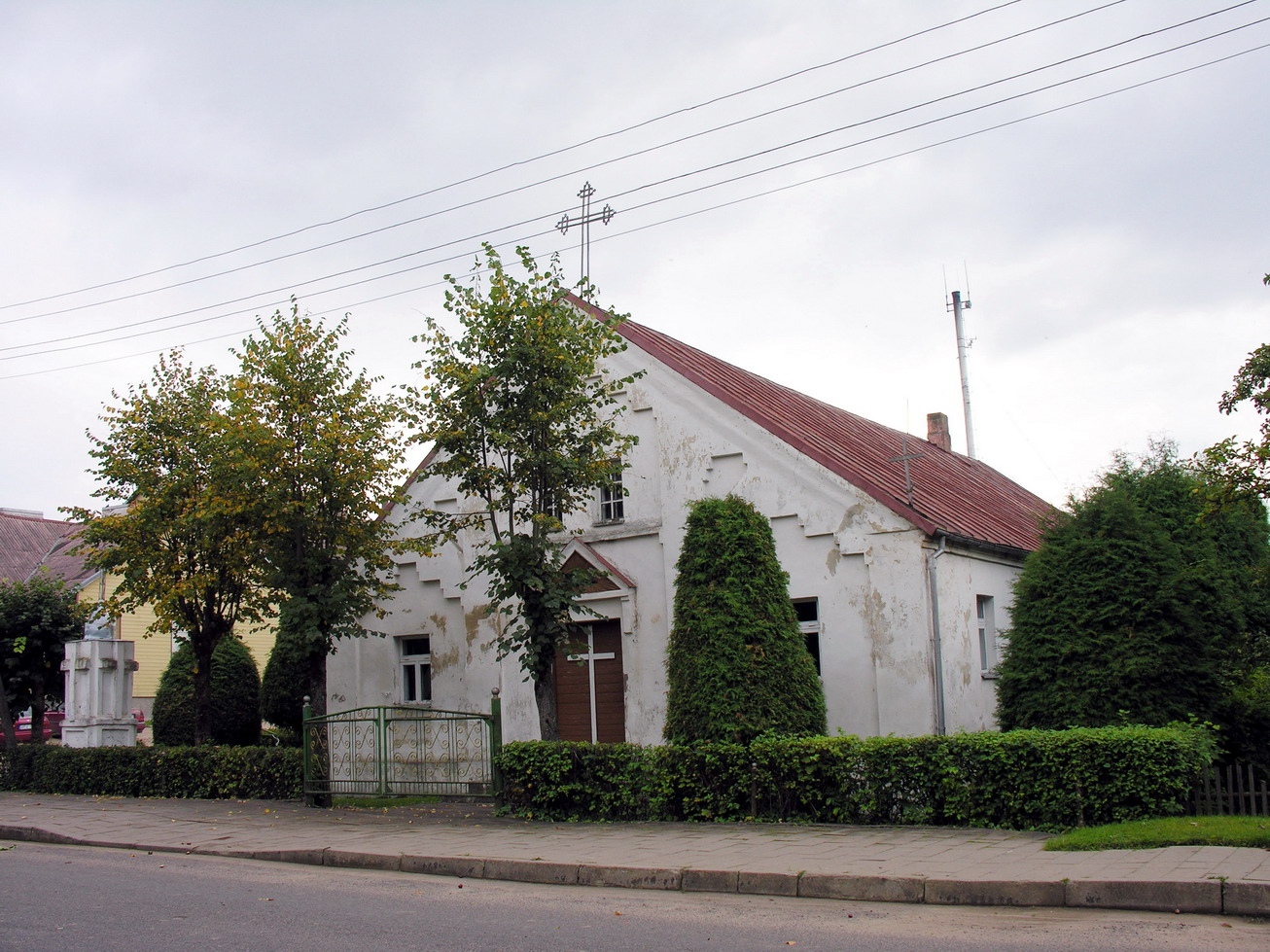
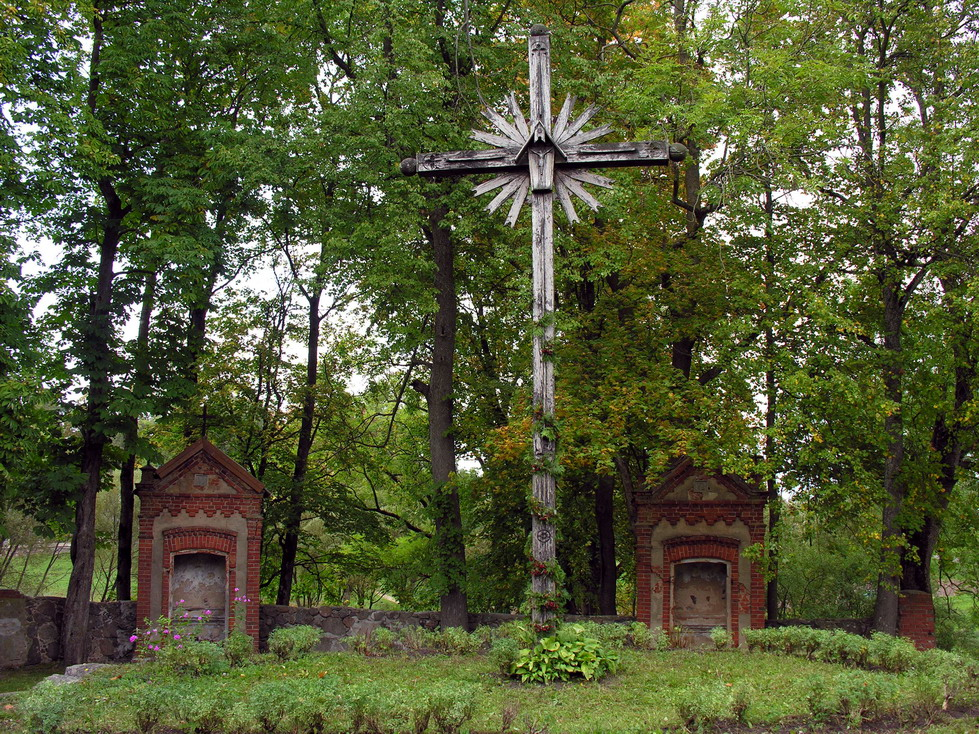
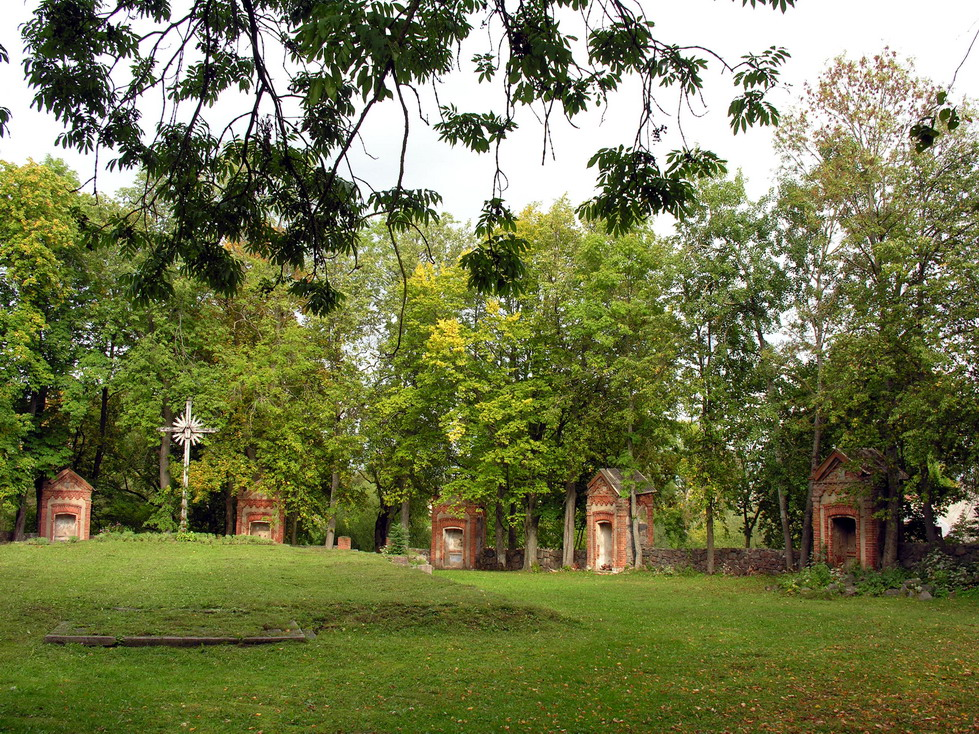
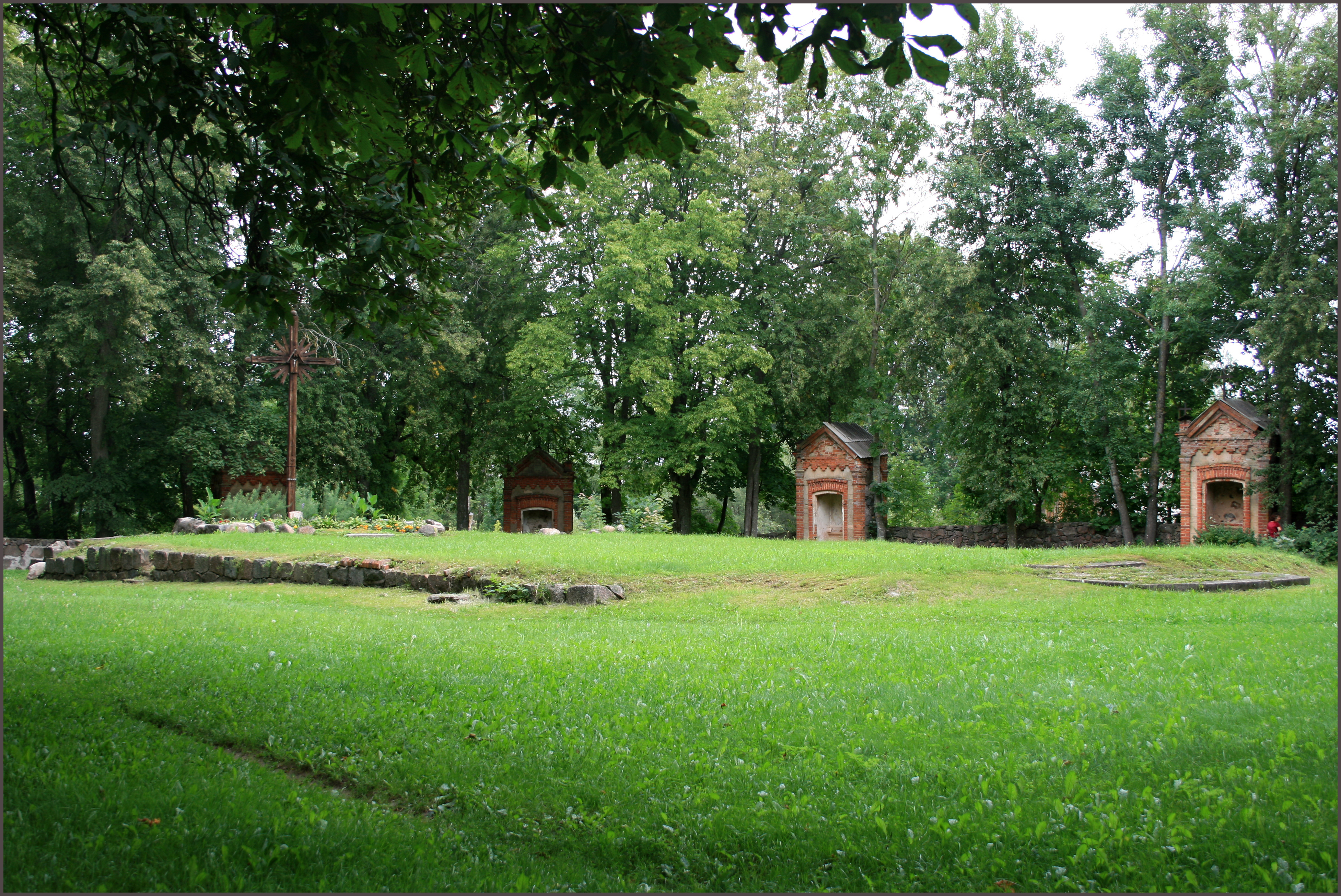

## Население
| 1841                           | 1867* | 1897 | 1902 | 1923 | 1940 | 1959 | 1970 |
| ------------------------------ | ----- | ---- | ---- | ---- | ---- | ---- | ---- |
| 118                            | 481   | 931  | 410  | 845  | 1000 | 400  | 423  |
| 1978                           | 1979  | 1985 | 1989 | 2001 | 2006 | 2011 | -    |
| 448                            | 479   | 461  | 557  | 560  | 680  | 485  | -    |
| Гистограмма динамики населения |       |      |      |      |      |      |      |

## Известные жители
- Антанас Якобас[лит.]
- Витаутас Лалас[лит.]